# Notre-Dame (Senonches)

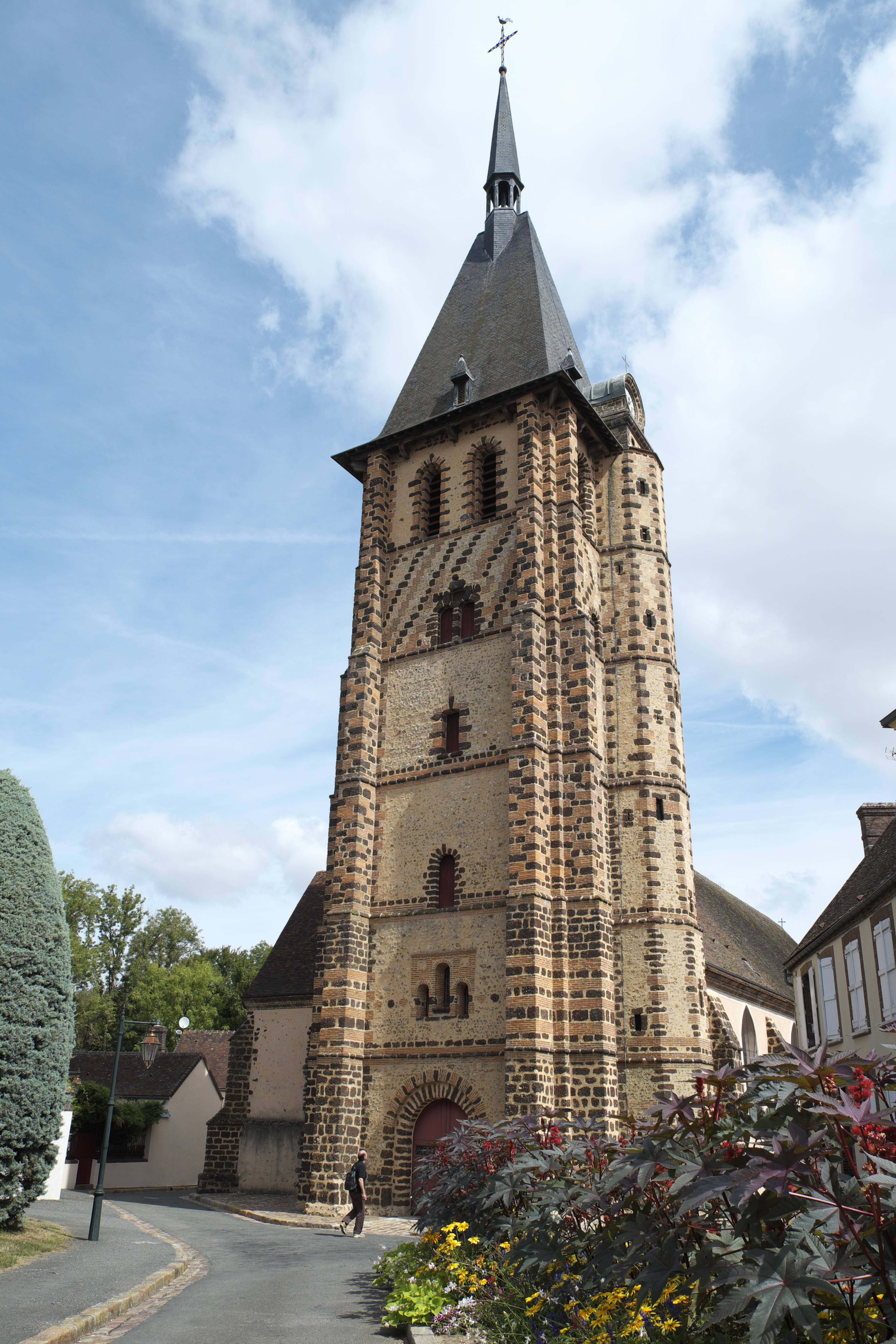
Pfarrkirche Notre-Dame

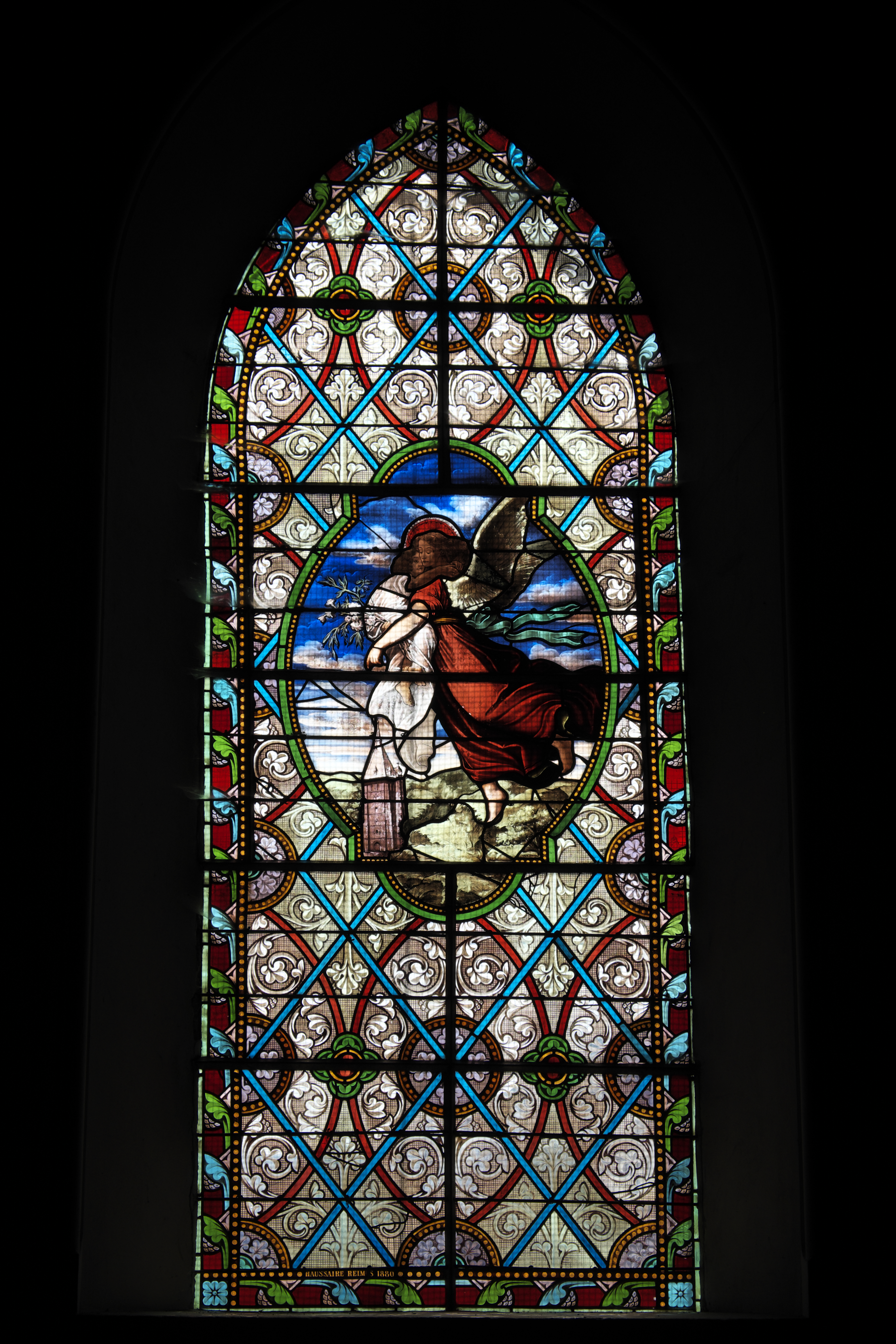
Schutzengel über der Kirche von Senonches, Bleiglasfenster mit der Signatur: HAUSSAIRE REIMS 1880

Die römisch-katholische Kirche Notre-Dame in Senonches, einer Gemeinde im Département Eure-et-Loir in der französischen Region Centre-Val de Loire, wurde auf den Grundmauern einer ehemaligen Abtei errichtet, die bereits vor dem 12. Jahrhundert bestand. Die Notre-Dame (Unserer Lieben Frau) geweihte Kirche besitzt zahlreiche Bleiglasfenster aus dem 19. Jahrhundert. 1927 wurde der Glockenturm als Monument historique in die Liste der Baudenkmäler in Frankreich aufgenommen.

## Geschichte
Nach dem Wiederaufbau der Burg von Senonches wurde die Kirche im 12. Jahrhundert zur Wehrkirche umgebaut und in die Verteidigungsanlagen der Stadt miteinbezogen. An die Kirche wurde ein Turm angebaut, der als Wach- und Wehrturm dienen sollte. Die Kirche, in der bis zu 1000 Personen Zuflucht finden konnten, war von Gräben umgeben. Bis 1776 unterstand die Kirche der Benediktinerabtei Saint-Père-en-Vallée in Chartres.

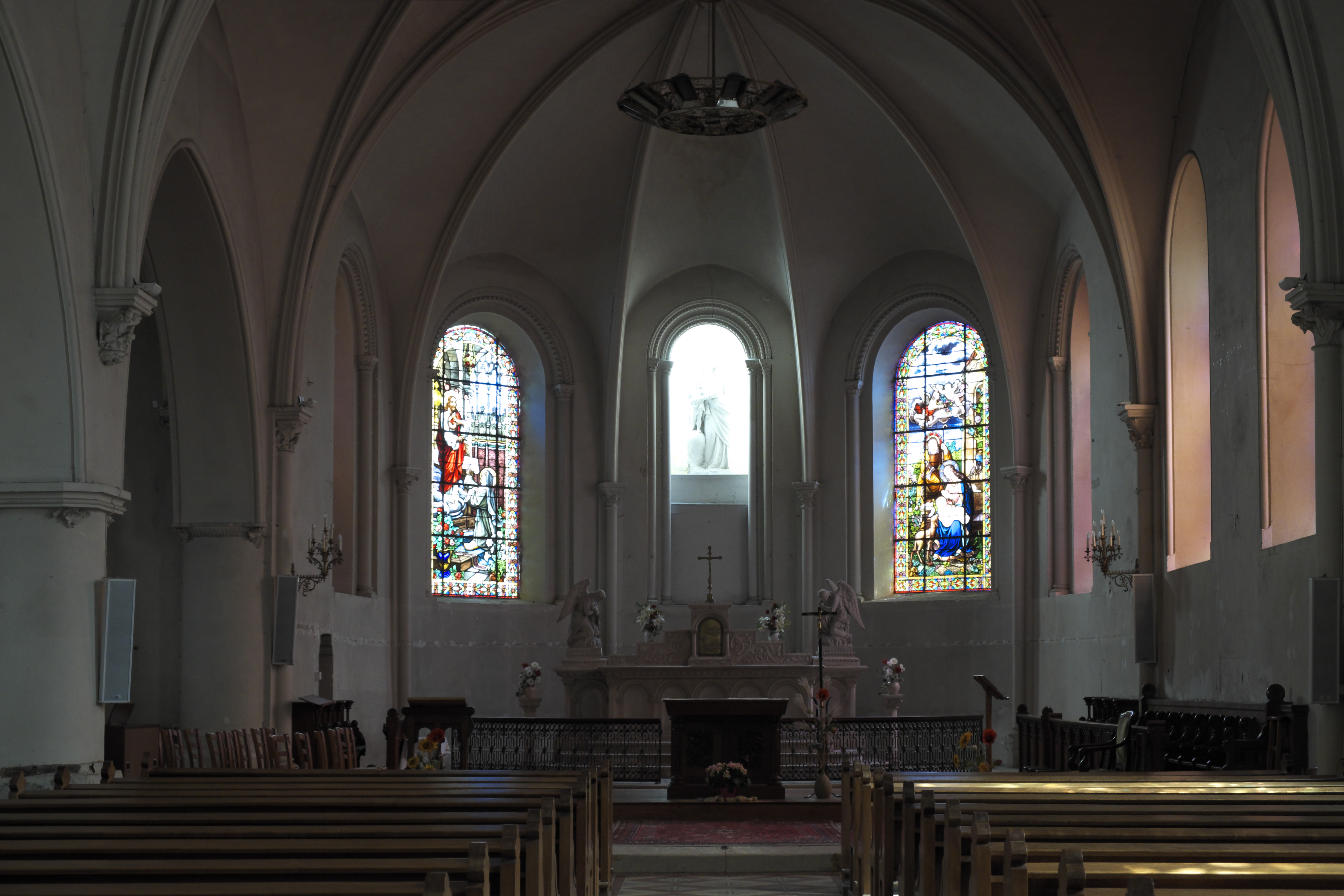
Innenraum

## Architektur

### Außenbau
Beim Bau des Gebäudes wurden Naturstein und Ziegel in dekorativem Wechsel
verwendet, was dem Gebäude ein besonderes Aussehen verleiht. Durch ihren quadratischen Glockenturm mit seinen massiven Strebepfeilern, die an den Ecken verdoppelt sind, vermittelt die Kirche einen wehrhaften Eindruck. An den Glockenturm ist ein achteckiger Treppenturm angebaut, der 32 Schießscharten aufweist. Im Innern führt eine  Wendeltreppe mit 122 Stufen hoch. Der Glockenturm ist auf allen Stockwerken von rundbogigen Fenstern durchbrochen, die noch aus romanischer Zeit stammen und die auf allen Stockwerken unterschiedlich gestaltet sind. Auf dem obersten Stockwerk sind doppelte Klangarkaden eingeschnitten.

### Innenraum
Der Innenraum besteht aus einem breiten Schiff, das im Osten in einen Chor mündet und an das im Norden ein doppeltes Seitenschiff angebaut ist. Die ursprüngliche Holztäfelung der Decke wurde nach 1853 durch ein Gewölbe aus Ziegel und Gips ersetzt.

## Bleiglasfenster

Der heilige Andreas unter den Heiligen Bartholomäus, Carlo Borromeo, Lucy und Apollonia – Federico Bencovich

Auf den Bleiglasfenstern aus dem 19. Jahrhundert sind Heilige und Märtyrer wie Quiricus und Julitta, die heilige Barbara von Nikomedien, der heilige Stephanus und der heilige Benedikt von Nursia und seine Schwester, die heilige Scholastika, dargestellt. Weitere Themen sind die Unterweisung Mariens, die Taufe Jesu, die Heilige Familie, die Herz-Jesu-Erscheinung der Margareta Maria Alacoque und der heilige Dominikus empfängt von Maria den Rosenkranz. Zwei Fenster tragen die Signatur der Werkstatt von Haussaire: HAUSSAIRE REIMS 1880. Auf dem einen Fenster ist die Marienerscheinung der Bernadette Soubirous dargestellt, auf dem anderen ein Engel über der Kirche von Senonches.

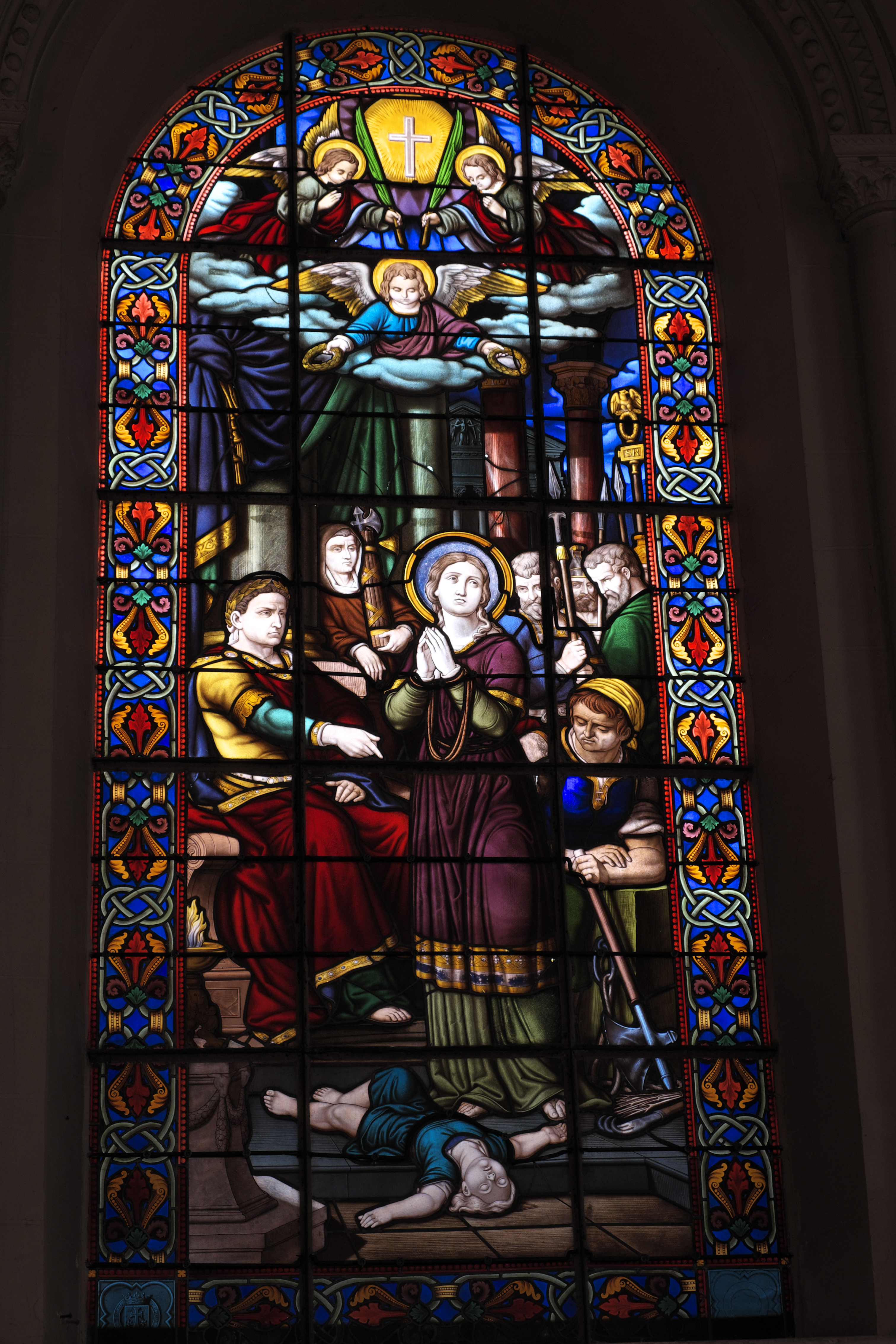
Quiricus und Julitta
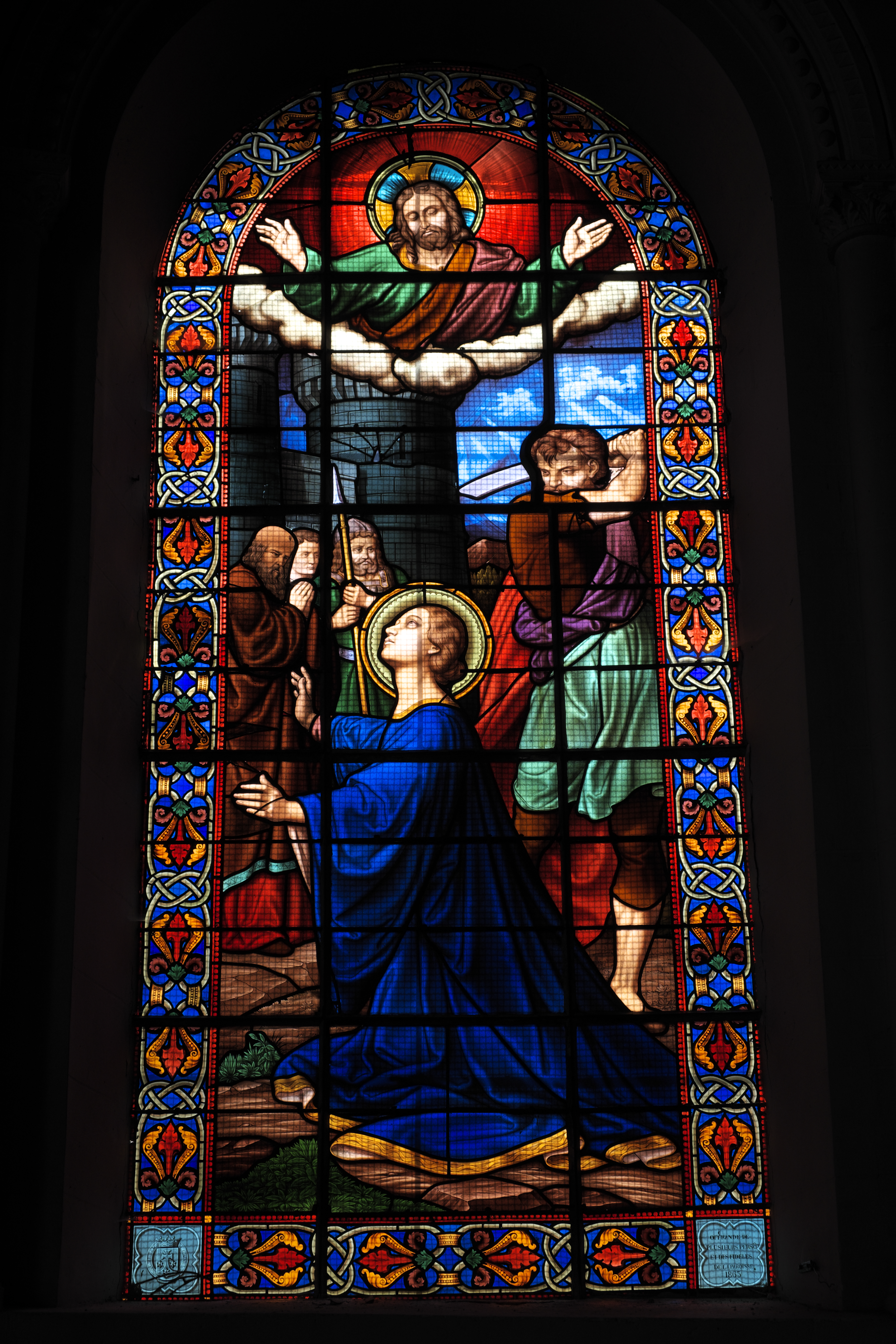
Heilige Barbara
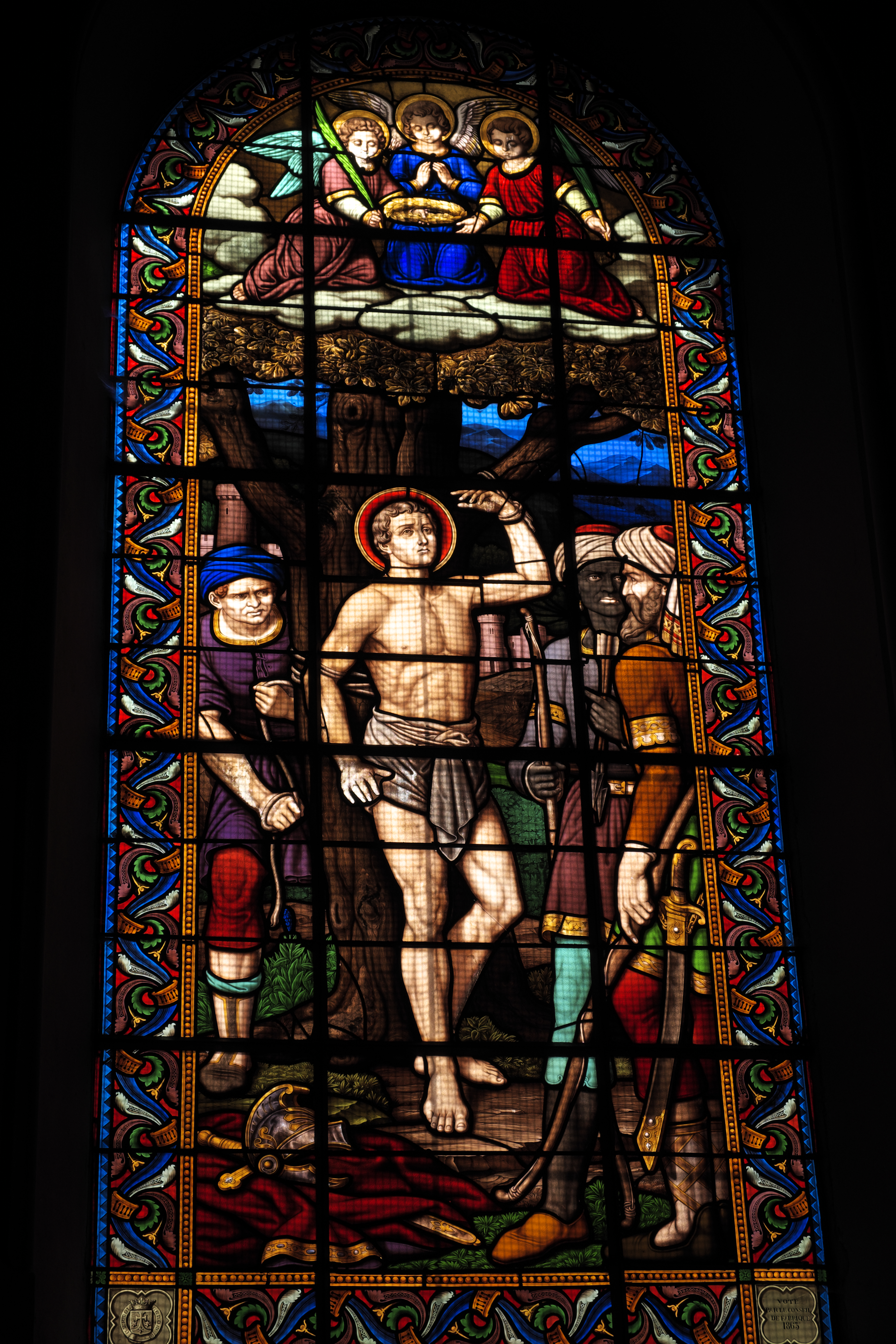
Heiliger Stephanus
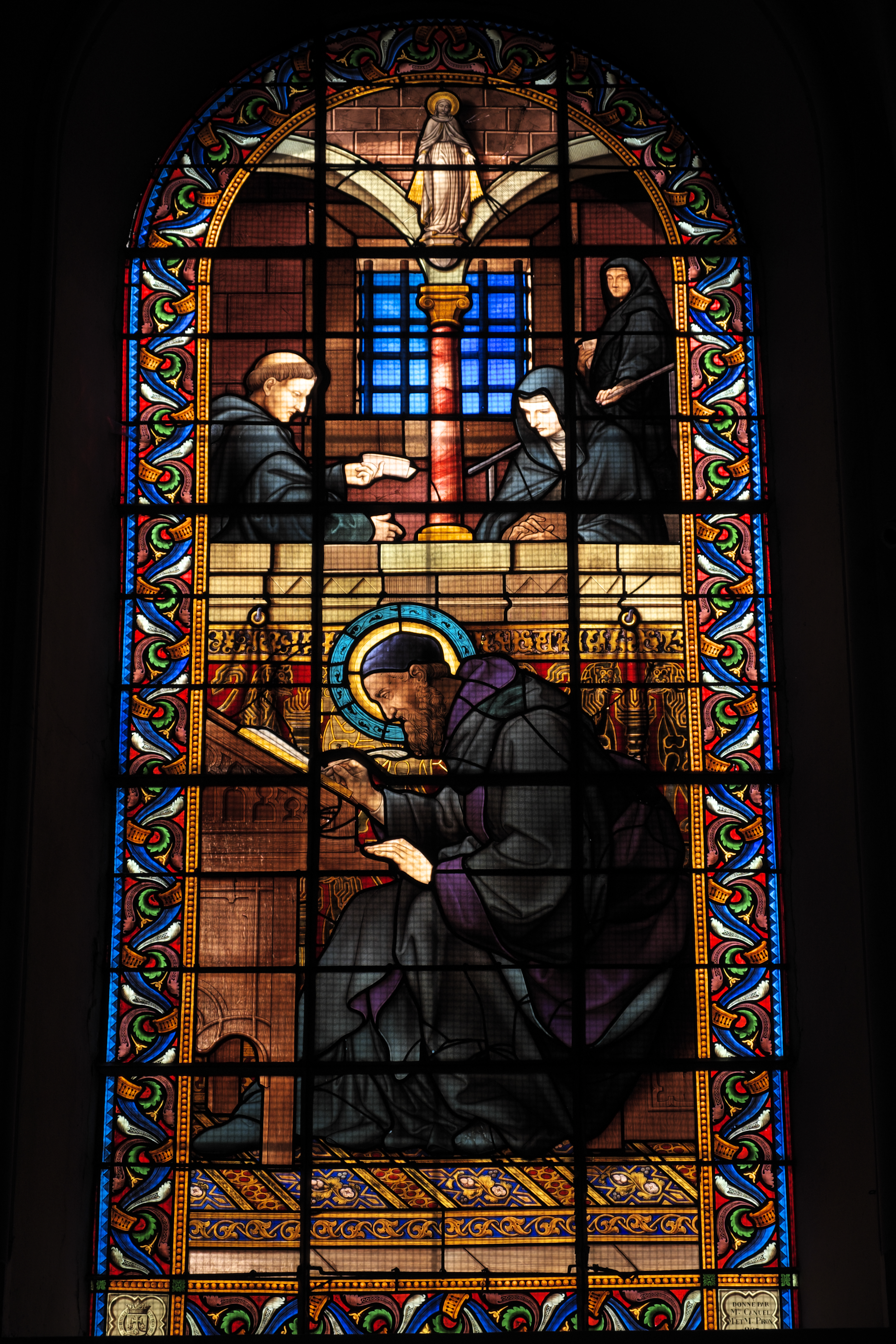
Heiliger Benedikt von Nursia und heilige Scholastika

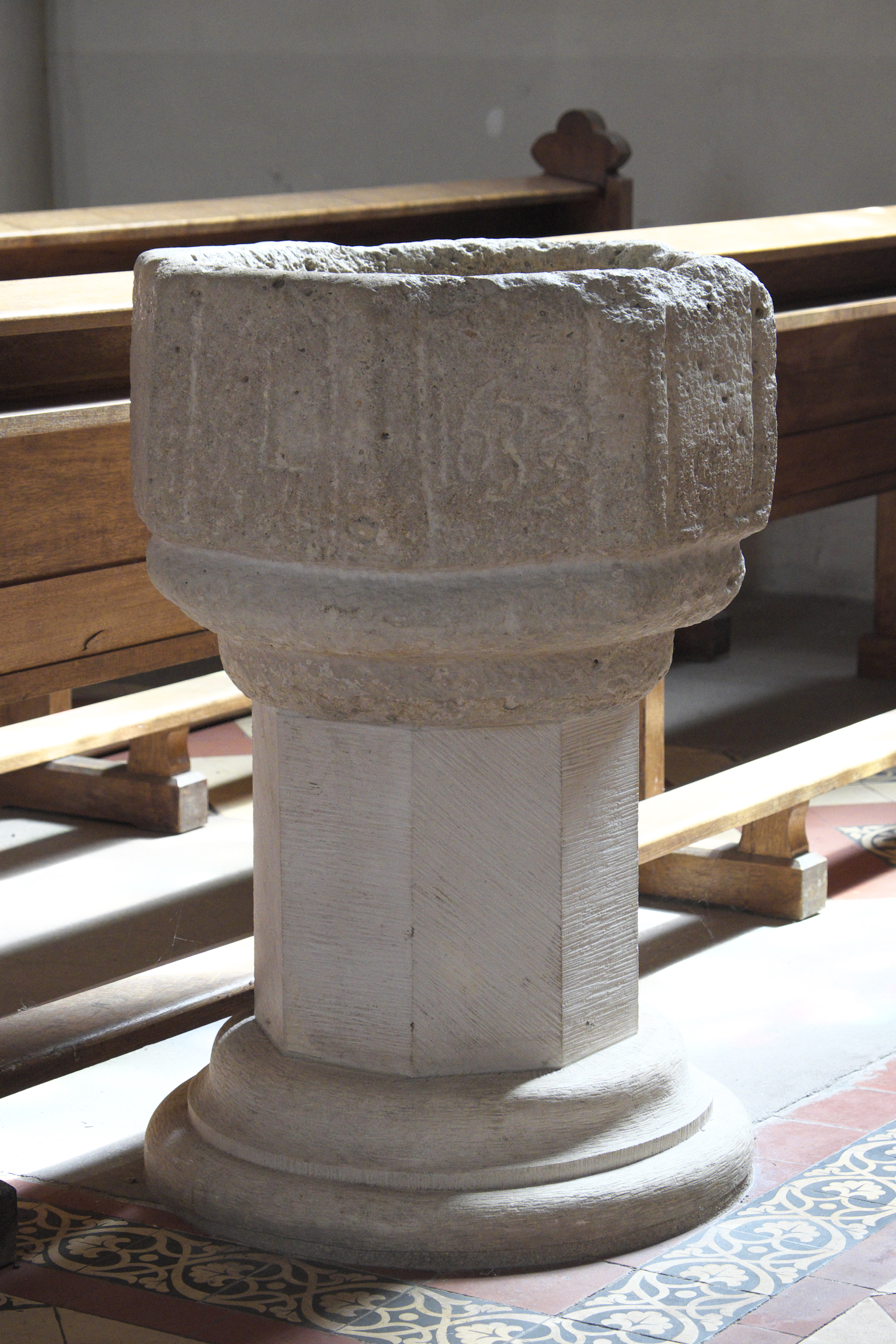
Taufbecken

## Ausstattung
- Auf dem Taufbecken ist die Jahreszahl 1633 eingemeißelt.